# Siger
 Denne artikel bør gennemlæses af en person med fagkendskab for at sikre den faglige korrekthed.

 Der er for få eller ingen kildehenvisninger i denne artikel, hvilket er et problem. Du kan hjælpe ved at angive troværdige kilder til de påstande, som fremføres i artiklen.

Siger er en sagnkonge, som skal være far til Sigfred og bror til Budle, som sønner af Rolf
Han skal have bygget en borg med fire porte på toppen af en høj klippe.
Han skulle efter "sigende" være død år 728, og efterfulgt af sin søn.
Hvilket (hvis sandt) ikke passer overens med at han er nævnt 782.